# Curtișoara (okręg Aluta)
Curtișoara – wieś w Rumunii, w okręgu Aluta, w gminie Curtișoara. W 2011 roku liczyła 1225 mieszkańców.
W miejscowości znajduje się kompleks etnograficzny prezentujący tradycyjną architekturę regionu Wołoszczyzny. Znajdują się tam drewniane chaty, zabytkowe spichlerze oraz inne budowle wiejskie, które odzwierciedlają charakterystyczne dla tego regionu formy budownictwa z XIX wieku. Kompleks stanowi część większego muzeum etnograficznego w miejscowości Târgu Jiu.